# Kurzschwanz-Kleintenrek
Der Kurzschwanz-Kleintenrek (Microgale brevicaudata), teilweise auch Kurzschwanz-Kleintanrek oder Kurzschwanztanrek, ist eine Säugetierart aus der Gattung der Kleintenreks innerhalb der Familie der Tenreks. Er kommt endemisch in Madagaskar vor, wo er sowohl die trockenen Wälder und Dornenbuschgebiete des westlichen und nordwestlichen als auch die tropischen Regenwälder des nordöstlichen Landesteils bewohnt. Einzelne subfossile Reste belegen sein einstiges Auftreten im Südwesten der Insel. Seine Höhenverbreitung reicht vom Tiefland bis in die mittleren Höhenlagen. Wie alle Kleintenreks besitzen die Tiere einen spindelförmigen Körper, kurze Gliedmaßen und einen schmalen Kopf mit spitzer Schnauze. Auffallend bei der Art ist neben dem vergleichsweise robusten Schädelbau der namengebende kurze Schwanz. Dieser lässt zuzüglich einiger anderer Merkmale vermuten, dass der Kurzschwanz-Kleintenrek teils unterirdisch lebt, über sein genaues Verhalten liegen aber nur wenige Hinweise vor. Die Erstbeschreibung erfolgte im Jahr 1899, der Bestand ist momentan nicht gefährdet.

## Merkmale

### Habitus
Der Kurzschwanz-Kleintenrek gehört zu den kleinen bis mittelgroßen Vertretern der Kleintenreks. Vier untersuchte Individuen aus dem gesamten Verbreitungsgebiet besaßen eine Gesamtlänge von 10,9 bis 12,7 cm, eine Kopf-Rumpf-Länge von 7,2 bis 8,0 cm und eine Schwanzlänge von 3,3 bis 4,1 cm. Das Körpergewicht variierte von 4,4 bis 8,1 g. Zwei analysierte Individuen vom Marojejy-Massiv im Norden von Madagaskar wiesen eine Körperlänge von 7,2 und 7,4 cm, eine Schwanzlänge von 3,7 und 3,9 cm sowie ein Körpergewicht von 10,5 und 12 g auf. Der Körper ist wie bei allen Kleintenreks spindelförmig, die Gliedmaßen sind kurz und kräftig und der Kopf weist eine langschmale Gestaltung sowie eine spitze Schnauze auf. Die Ohren bleiben mit einer Länge von 13 bis 14 mm relativ klein. Markant ist der vergleichsweise kurze Schwanz, der nur etwa die Hälfte der Länge des restlichen Körpers einnimmt. Das Rückenfell zeichnet sich durch eine kurze sowie grobe Textur aus und ist dadurch nicht so weich wie beim nahe verwandten Grandidier-Kleintenrek (Microgale grandidieri). Es hat eine bräunliche Farbgebung mit gelblich braunen Einsprenkelungen, so dass eine agoutiartige Fellzeichnung entsteht. Die Unterseite ist grau braun gefärbt, die Grenze zur Farbgebung des Rückens zeichnet sich an den Seiten scharf ab. Der schuppige Schwanz erscheint bräunlich, er ist von einem groben, kurzhaarigen Fell bedeckt, die einzelnen Schwanzschuppen sind deutlich erkennbar. Hände und Füße verfügen über jeweils fünf Strahlen. Die Oberseite der Hinterfüße ist bräunlich getönt. Die Länge des Hinterfußes beträgt 11 bis 12 mm.

### Schädel- und Gebissmerkmale
Die größte Schädellänge variiert von 20,4 bis 22,4 mm, die größte Breite, gemessen am Hirnschädel, liegt bei 8,7 bis 9,4 mm. Der Schädel ist sehr robust und durch ein kräftiges, kurzes wie auch hohes Rostrum gekennzeichnet, das vorn eher abgerundet und nicht so spitz endet wie beim Grandidier-Kleintenrek. Im Bereich des Nasenbeins wölbt sich die Profillinie markant auf. Zudem sind sowohl der Scheitel- als auch der Hinterhauptskamm gut entwickelt. Der Jochbogen ist nicht geschlossen, der vordere, am Oberkiefer ansetzende Bogenansatz endet flügelartig breit, was sich vom stumpf auslaufenden Bogenansatz beim Grandidier-Kleintenrek unterscheidet. Der Unterkiefer ist moderat kräftig, der horizontale Knochenkörper robust und hoch. Der Kronenfortsatz besitzt eine breite Form. Das Gebiss, das aus 40 Zähnen besteht, weist folgende Zahnformel auf: {\displaystyle {\frac {3.1.3.3}{3.1.3.3}}}. Die obere Zahnreihe verläuft nicht geschlossen, zwischen den ersten beiden Schneidezähnen sowie zwischen dem letzten Schneidezahn und dem Eckzahn befinden sich kurze Diastemata, weitere sehr kurze Zahnlücken treten zwischen den oberen Prämolaren auf, welche beim Grandidier-Kleintenrek fehlen. Der obere vorderste Schneidezahn überragt den zweiten um das Doppelte an Höhe, der hintere Incisivus ist noch mal kleiner. Der Eckzahn dagegen hebt sich durch seine große, dolchartige Gestalt hervor. Zusätzliche Höckerchen an den vorderen Zähnen sind kaum entwickelt. Die Molaren entsprechen denen der anderen Kleintenreks. Sie sind mit einem zalambdodonten Kauflächenmuster ausgestattet, das aus drei Haupthöckerchen besteht. Der obere hintere Mahlzahn ist verkleinert. Die Länge der oberen Zahnreihe beträgt 9,2 bis 10,3 mm.

## Verbreitung

Verbreitungsgebiet des Kurzschwanz-Kleintenreks

Der Kurzschwanz-Kleintenrek lebt endemisch in Madagaskar und kommt dort vom westlichen über den nordwestlichen bis zum nordöstlichen Teil des Inselstaates vor. Er bewohnt dadurch als einer der wenigen Vertreter der Kleintenreks die unterschiedlichen Landschaftsräume der Insel. So tritt er sowohl in den östlichen feuchten Regionen auf, in denen der jährliche Niederschlag bis zu 2700 mm beträgt und gleichmäßig über den gesamten Zeitraum verteilt fällt, als auch in den trockenen westlichen, wo der Niederschlag jährlich auf unter 1000 mm absinken kann und an feste Regenzeiten gebunden ist. Bedeutende Fundpunkte in den feuchten Landschaften stellen die Halbinsel Masoala, das Marojejy-Massiv, und die Montagne d’Ambre dar, alle in der Provinz Antsiranana gelegen, sowie das Tsaratanana-Massiv in der Provinz Mahajanga. In den Trockengebieten gibt es Vorkommen unter anderem am Manongarivo-Massiv ebenfalls in Antsiranana oder in den Waldgebieten von Ankarafantsika wiederum in der Provinz Mahajanga und von Kirindy in der Provinz Toliara. Nördlich und südlich des Soahany-Flusses im Westen des Landes überschneidet sich das Verbreitungsgebiet mit jenem des Grandidier-Kleintenreks (Microgale grandidieri). Allerdings ist bisher nur im Waldgebiet von Beanka bei Maintirano ein tatsächlich gemeinsames Auftreten der beiden Arten belegt. Die bevorzugten Habitate des Kurzschwanz-Kleintenreks umfassen im Osten feuchte tropische Regenwälder, im Westen dagegen trockene, laubabwerfende Wälder. Darüber hinaus kommen die Tiere auch in Galeriewäldern, am Rande von Dornenbuschlandschaften und in Sekundärwäldern oder landwirtschaftlich überprägten Arealen vor. Die Höhenverbreitung reicht in den feuchten Landschaftsgebieten von 50 bis 1150 m, in den trockeneren von 20 bis 900 m über dem Meeresspiegel. Allgemein kann der Kurzschwanz-Kleintenrek lokal relativ häufig auftreten.

## Lebensweise
Die Lebensweise des Kurzschwanz-Kleintenreks ist nur wenig erforscht. Er bewohnt Wälder und bewegt sich am Boden vorwärts. Aufgrund einiger anatomischer Merkmale wie des ausgesprochen kurzen Schwanzes wird angenommen, dass er im Gegensatz zu seinen langschwänzigen Verwandten teilweise im Boden gräbt (semifossorial). Allerdings wurden im Kirindy-Waldgebiet auch einzelne Individuen beobachtet, die an Lianen bis zu 4 m in die Höhe kletterten. Insgesamt sind die Tiere befähigt, sehr unterschiedliche Landschaftsräume zu besiedeln. Möglicherweise haben sie einen jahreszeitlich abhängigen Aktivitätszyklus. In den feuchten Landschaften im Nordosten der Insel wurden sie überwiegend im Zeitraum von Oktober bis Mitte Februar beobachtet, im trockeneren Westen vom ausgehenden September bis ausgehenden Februar.
Tiere im Marojejy-Massiv ernähren sich überwiegend insektenfressend. Die Hauptbeute besteht aus Käfern, Hautflüglern, Schnabelkerfen und Webspinnen. Die Käfer dominieren hierbei, ihr Anteil beträgt in den feuchten Jahreszeiten von Oktober bis November und März bis April über 58 %, gefolgt von den Hautflüglern mit 20 bis 30 %. In den trockeneren und kühleren Monaten Juli und August sinkt der Anteil der Käfer auf rund 40 % zugunsten der Schnabelkerfen, die dann 50 % erreichen. Die Verfügbarkeit der Nahrung wird aber durch das genutzte Habitat beeinflusst. In intakten Wäldern und teilweise auch in Sekundärwäldern sind Käfer die primäre Nahrungsquellen, auf einigen Plantagen wie für Vanille frisst der Kurzschwanz-Kleintenrek wesentlich häufiger Hautflügler. Trächtige Weibchen wurden im Marojejy-Gebiet zu jeder Jahreszeit beobachtet, eine Kumulation ist aber zum Ende der trocken-kühlen Phase im September und Oktober feststellbar. Alle untersuchten Individuen trugen ein oder zwei Embryonen aus.
Als Fressfeind tritt die Fossa in Erscheinung, die gelegentlich einzelne Individuen des Kurzschwanz-Kleintenreks erbeutet, unter den Vögeln ist die Schleiereule hervorzuheben. Zu den äußeren Parasiten zählen Flöhe der Gattung Paractenopsyllus, als innere ist der Einzeller Eimeria belegt.

## Systematik
Der Kurzschwanz-Kleintenrek ist eine Art aus der Gattung der Kleintenreks (Microgale) innerhalb der Familie der Tenreks (Tenrecidae). Die Kleintenreks bilden gemeinsam mit den Reiswühlern (Oryzorictes) und den Vertretern der Gattung Nesogale die Unterfamilie der Reistenreks (Oryzorictinae). Zudem stellen sie mit mehr als 20 Arten das formenreichste Mitglied der Tenreks dar. Aufgrund einiger morphologischer Merkmale können die Kleintenreks als eher ursprünglich innerhalb der Familie angesehen werden. Nach molekulargenetischen Analysen entstand die Gattung bereits im Unteren Miozän vor etwa 16,8 Millionen Jahren, in der Folgezeit fand eine starke Aufsplitterung statt. Die heutigen Vertreter sind an verschiedene Lebensweisen angepasst, so kommen teils unterirdisch grabende, oberirdisch lebende beziehungsweise baumkletternde und wasserbewohnende Arten vor. Dabei bewohnt der überwiegende Teil der Kleintenreks die feuchten Wäldern des östlichen Madagaskars, nur einige wenige Formen kommen dagegen auch in den trockeneren Landschaften des westlichen Inselteils vor. Es lassen sich innerhalb der Gattung sowohl morphologisch als auch genetisch verschiedene Verwandtschaftsgruppen nachweisen. In früheren morphologischen Analysen bildete der Kurzschwanz-Kleintenrek aufgrund seines ausweislich kurzen Schwanzes einen eigenen Morphotyp innerhalb der Kleintenreks. Das Merkmal findet sich bei den Vertretern des Grandidier-Kleintenreks (Microgale grandidieri) wieder, die Art war aber erst im Jahr 2009 eingeführt worden. Der genetische Abstand der beiden Arten liegt bei etwa 14,5 bis 18,8 %, was im Verhältnis gleich groß ist wie bei anderen Schwestertaxa der Gattung.
Die wissenschaftliche Erstbeschreibung des Kurzschwanz-Kleintenreks wurde im Jahr 1899 von Guillaume Grandidier verfasst. Dafür verwendete er mehrere Individuen aus Wäldern entlang von Flüssen in der Umgebung von Mahanara 78 km südlich von Vohémar im Nordosten von Madagaskar, die Region ist als Typusgebiet der Art anzusehen. Da Grandidier in seiner Beschreibung weder eine Abbildung zur Verfügung stellte noch ein Typusexemplar benannte, legte Ross D. E. MacPhee im Jahr 1987 während einer Revision der Kleintenreks einen Lectotypen fest. Dieser umfasst ein ausgewachsenes männliches Tier, dessen Ausmaße den von Grandidier gemachten Angaben entsprechen. Das Artepitheton brevicaudata setzt sich aus den lateinischen Wörtern brevis für „kurz“ und cauda für „Schwanz“ zusammen und bezieht sich auf das auffällige Merkmal der Tiere im Vergleich zu anderen Kleintenreks.
Unterarten des Kurzschwanz-Kleintenreks sind nicht bekannt. Es gibt aber mehrere subfossile oder neuzeitliche Funde, die der Art zugewiesen werden. Im Jahr 1918 stellte Walter Kaudern mehrere Unterkiefer aus einer Kalksteinhöhle östlich von Mahajanga im nordwestlichen Mosambik vor, die er dort 1911 oder 1912 aufgesammelt hatte. Kaudern vermutete aufgrund der Größe und Robustizität der Kieferreste eine engere Beziehung zum Kurzschwanz-Kleintenrek, da ihm aber kein Skelettmaterial der Art zum Vergleich zur Verfügung stand, verwies er seine Funde zur provisorischen Form Microgale breviceps. Dreizehn Jahre später veröffentlichten Guillaume Grandidier und Gabriel Petit ein nahezu vollständiges Skelett mit Schädel sowie Haut- und Fellresten aus der Region nördlich von Maintirano im Westen des Inselstaates. Für das Tier, das einen 5,5 cm langen Körper und einen 3,7 cm langen Schwanz besaß, schufen beide Autoren die Bezeichnung Paramicrogale occidentalis. Als charakteristisches Kennzeichen der Gattung Paramicrogale gaben beide Autoren den massiven Schädel an, sie ordneten ihr im gleichen Aufsatz auch die Form Microgale decaryi bei, die aber mit dem Großen Langschwanz-Kleintenrek (Microgale principula) in Verbindung steht. Allgemein ist Paramicrogale nicht anerkannt, Henri Heim de Balsac vereinte die Gattung später, im Jahr 1972, mit Microgale. MacPhee hingegen synonymisierte 1986 sowohl Microgale breviceps als auch Paramicrogale occidentalis aufgrund zu wenig trennender Merkmale mit dem Kurzschwanz-Kleintenrek. Dass zumindest Paramicrogale occidentalis identisch mit dem Kurzschwanz-Kleintenrek ist, belegten später genetische Untersuchungen am Originalfundmaterial. Mehrere robuste Teilschädel sind wiederum aus der Ankilitelo-Höhle am Südrand des Mikoboka-Plateau im südwestlichen Madagaskar belegt, die dem Kurzschwanz-Kleintenrek zugewiesen werden. Die Höhle, die seit 1994 wissenschaftlich erschlossen wird, enthält eine reichhaltige, rund 5000 Knochenfragmente umfassende Fauna. Neben gut einem halben Dutzend Arten der Tenreks kommen darunter auch verschiedene Primaten, Fleder- und Nagetiere vor. Das Alter der Funde liegt bei 510 bis 630 Jahren. Die Region befindet sich heute etwas außerhalb des Verbreitungsgebietes des Kurzschwanz-Kleintenreks. Die Umgebung der Höhle ist durch ein sehr trockenes Klima charakterisiert.

## Bedrohung und Schutz
Die IUCN stuft den Kurzschwanz-Kleintenrek aufgrund der weiten Verbreitung, der angenommenen großen Population und der Befähigung der Tiere sich auch an vom Menschen überprägte Landschaften anzupassen in die Kategorie „nicht bedroht“ (least concern) ein. Größere Bedrohungen stellen der Bergbau oder Waldrodungen im Zuge der Ausdehnung oder Schaffung von Weide- oder landwirtschaftlichen Anbauflächen dar. Dabei kann vor allem die Brandrodung einen negativen Einfluss haben. Die Art ist in verschiedenen Naturschutzgebieten präsent, so im Nationalpark Montagne d’Ambre, im Nationalpark Marojejy, im Nationalpark Ankarafantsika, im Nationalpark Tsingy de Bemaraha und im Nationalpark Kirindy-Mitea. Für einen effektiven Schutz des Kurzschwanz-Kleintenreks sind Untersuchungen zur generellen Biologie, Ökologie und Verbreitung der Tiere notwendig.